# انیا ارحیم
انیا ارحیم (عربی: أنيا الإرحيم؛ زادهٔ ۱ ژانویهٔ ۱۹۷۴) کارگردان فیلم اهل دانمارک است.
پدر او عراقی و مادر او دانمارکی است. قبل از تهاجم به عراق در سال ۲۰۰۳ توسط آمریکا، او به همراه پدرش به عراق رفتند تا فیلمی مستند از زندگی روزمره خود در عراق تحت سلطه صدام حسین بسازند. این فیلم با نام بازگشت به عراق ساخته شد و جوایز متعددی برنده شد. پس از شروع جنگ آن‌ها عراق را ترک کردند.